# Teatro Monumental
Il Teatro Monumental, precedentemente conosciuto come Cinema Monumental, è un teatro situato nella Calle Atocha di Madrid (numero 65, ex 87). È stato progettato e costruito dall'architetto Teodoro Anasagasti, utilizzando per la prima volta cemento armato (materiale da costruzione utilizzato sino ad allora solo in ingegneria civile), diventando così una delle prime opere del razionalismo architettonico madrileno. Nel 1970 è servito come un locale per i concerti dell'Orchestra Sinfonica della Radio Televisione Spagnola.

## Storia
All'inizio del XX secolo, l'azienda Sagarra voleva introdurre i cinema. Per questo impegno affidò a Teodoro Anasagasti la progettazione e la successiva costruzione di un teatro a tre piani con una capacità di circa 1.600 persone. Il Monumental aprì come cinematografo il 20 ottobre 1923. Nella progettazione dell'edificio, Teodoro mostra entrambe le funzioni: cinema e teatro. Alcuni dettagli degli interni furono realizzati in stile Art Déco dai Fratelli Maumejan la stessa società che si era incaricata della decorazione del Cinema Ideal di Madrid.
Il bar e la hall sono decorati con una fontana circondata da cervi dello scultore Pedro Nicoli. Fin dalla sua nascita si poteva andare nella sua sala dalla fermata della metropolitana per via della sua uscita nella Piazza Anton Martin. Nel Cinema Monumental il Partito Comunista Spagnolo fondò il 2 giugno 1935 quello che sarebbe diventato il Fronte Popolare. Il Monumental nacque con l'idea combinata di essere cinema-teatro e poi divenne una sala da concerto Orchestra della Radio e Televisione Spagnola.